# Kampf um Schyrokyne
Der Kampf um Schyrokyne war ein von Februar 2015 bis Juli 2015 andauernder Kampf um das am Asowschen Meer liegende Dorf Schyrokyne in der Oblast Donezk in der Ukraine. Der Kampf entwickelte sich im Rahmen des Russisch-Ukrainischen Kriegs zwischen ukrainischen Truppen und Truppen der Streitkräfte Russlands sowie der sogenannten Volksmiliz, die für die international nicht anerkannte Volksrepublik Donezk (VRD) kämpften. Die Kämpfe verstießen gegen das Abkommen Minsk II, das einen Waffenstillstand vorsah.

## Vorgeschichte
Am 24. August 2014 kamen ukrainische Truppen an der Grenze zur Russischen Föderation bei Nowoasowsk, rund 18 Kilometer östlich von Schyrokyne, unter Artilleriefeuer. Kampfpanzer und gepanzerte Fahrzeuge Russlands, unterstützt von Aufständischen, zwangen die ukrainischen Truppen zum Rückzug. Beobachter gaben sich überzeugt, dass die Fahrzeuge nur vom Territorium der Russischen Föderation in die Ukraine vorgedrungen sein konnten. Der Vorstoß wurde erst in Reichweite der Hafenstadt Mariupol gestoppt. Beim Waffenstillstand vom 5. September lag die Front gefährlich nahe an Mariupol.
Im Januar 2015 brach der Waffenstillstand zwischen der Ukraine und den regierungsfeindlichen Kräften zusammen, worauf die Ukraine in der Zweiten Schlacht um den Flughafen Donezk den Flughafen verlor. Diese Kampfhandlungen verstießen gegen das Protokoll von Minsk und wurden international verurteilt. Die Rebellenmilizen, unterstützt von russischen Einheiten, starteten eine neue Offensive auf Debalzewe und nahmen es am 16. Februar 2015 ein. Parallel dazu fand eine Offensive seitens der Ukraine in der Nähe von Mariupol statt, nachdem es am 24. Januar 2015 einen russischen/prorussischen Raketenangriff auf die Hafenstadt gegeben hatte, bei dem 30 Zivilisten getötet worden waren.

## Der Kampf
Nach dem Beginn der Gegenoffensive durch die ukrainischen Truppen am 10. Februar 2015 verkündete der Kommandeur des Regiment Asow alsbald, dass die ukrainischen Truppen mehrere Dörfer, darunter Schyrokyne, einnahmen. Die regierungsfeindlichen Truppen griffen das Dorf Schyrokyne daraufhin mit schwerer Artillerie an.
Ende März 2015 meldete die OSZE, dass durch die Kämpfe 60 % von Schyrokyne zerstört seien.
Am 2. April 2015 meldeten Beobachter der OSZE, dass sich in Verletzung der Vereinbarungen von Minsk schwere Kriegstechnik der regierungsfeindlichen Truppen in Schyrokyne befinde. Am 14. April 2015 wurde ein russischer Journalist durch eine Mine in Schyrokyne schwer verletzt. Am 16. April verkündeten die regierungsfeindlichen Truppen, dass sie den größten Teil von Schyrokyne kontrollierten.
Ende April berichtete die OSZE, dass man die heftigsten Gefechte in Schyrokyne seit Februar 2015 registriert habe. Am 30. Mai gerieten einige der verbliebenen Zivilisten im Ort unter Feuer von Scharfschützen. Ein Einwohner wurde getötet, weitere verletzt. Der gemeinsame Versuch des ukrainischen und des russischen Generals in der OSZE-Beobachtermission, eine Feuerpause zur Bergung der Leiche zu vermitteln, scheiterte zunächst.
Mitte Juni 2015 besuchte der ukrainische Präsident Petro Poroschenko Mariupol.
Nach andauernden Kämpfen und heftigem Beschuss mit schweren Waffen, unter denen vor allem die Zivilbevölkerung gelitten hatte und die 80 % der Häuser und der Infrastruktur zerstörten, hatten die Truppen der VRD die verbliebenen Bewohner evakuiert und den Ort Anfang Juli 2015 geräumt. Nach Angaben des Regiments Asow sei der Ort nicht wegen eines Abkommens, sondern wegen Verlusten geräumt worden.
Nach einer Begehung des Ortes durch OSZE-Vertreter, russische und ukrainische Vertreter sowie VRD-Personal, bestätigte die OSZE am 5. Juli den Abzug.